# Leonidas Sexton
Leonidas Sexton, född 19 maj 1827 i Rushville i Indiana, död 4 juli 1880 i Parsons i Kansas, var en amerikansk republikansk politiker. Han var Indianas viceguvernör 1873–1877 och ledamot av USA:s representanthus 1877–1879.
Sexton utexaminerades 1847 från Jefferson College (numera Washington & Jefferson College), studerade sedan juridik och inledde 1850 sin karriär som advokat i Indiana.
Sexton tillträdde 1873 som Indianas viceguvernör. Demokraten Thomas A. Hendricks var guvernör under Sextons tid som viceguvernör. Sexton efterträdde 1877 Jeptha D. New som kongressledamot och efterträddes 1879 av företrädaren New.
Sexton avled 1880 och gravsattes på East Hill Cemetery i Rushville.